# Carlo Caglioni
Carlo Caglioni (* 16. Juni 1790 in Ascona; † 22. September 1846 ebenda) war ein Schweizer Anwalt, Politiker, Tessiner Grossrat und Staatsrat.

## Biografie
Carlo Caglioni war Sohn von Andrea. Er war Bruder des Marco, Erzpriesters in Ascona. Er heiratete Rosa Antognini, studierte Rechtswissenschaft und wurde Rechtsanwalt. Im Jahr 1825 war er Nachfolger seines Vaters im Tessiner Grossrat. Nach der Verfassungsreform von 1830 gab er das Grossratsmandat auf und wurde in den Staatsrat gewählt, dem er bis 1835 angehörte.
Anschliessend war er Richter am Berufungsgericht von 1835 bis 1841, ein Amt, das er aufgeben musste, weil er in den konterrevolutionären Versuch vom Sommer 1841 verwickelt war.